# Isan (Sprache)

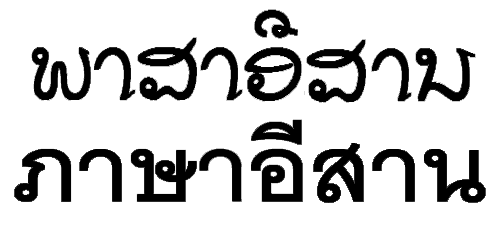
Name der Sprache in Tai-Noi-Schrift und thailändischer Schrift.

Migrationen der Tai-Sprachen von China nach Südostasien.

Isan (thailändisch ภาษาอีสาน, RTGS Phasa Isan, Aussprache: [pʰaːsǎː ʔiːsǎːn] laotisch ພາສາອີສານ) auch thailändisch ภาษาลาวอีสาน, RTGS Phasa Lao Isan ist ein Überbegriff für eine Reihe von Dialekten, die zu den südwestlichen Tai-Sprachen zählen und in der Nordostregion (Isan) Thailands gesprochen werden. Sie bilden ein Dialektkontinuum mit dem Thailändischen und dem Laotischen, stehen jedoch dem in Laos gesprochenen Lao näher als dem Zentral-Thai. Es gibt keine Standardvarietät der „Isan-Sprache“, sondern eine Vielzahl lokaler, gegenseitig verständlicher Mundarten. Isan wird hauptsächlich zur informellen, mündlichen Kommunikation verwendet. Wenn es geschrieben wird, dann in der Regel mit dem thailändischen Alphabet und nur äußerst selten mit der Tai-Noi-Schrift, einer Vorform der laotischen Schrift.

## Verwendung
Isan ist die Erstsprache der laostämmigen Mehrheitsbevölkerung in den meisten Provinzen der Nordostregion (die Ausnahmen sind Nakhon Ratchasima, deren lokaler Dialekt Khorat-Thai dem Zentral-Thai näher steht, sowie Surin und die südlichen Teile von Buri Ram und Si Sa Ket, wo die Mehrheitsbevölkerung Khmer spricht).
Es hat jedoch keinen offiziellen Status, vonseiten der thailändischen Regierung wird es als Dialekt des Thailändischen betrachtet. Kommunikation mit Behörden findet ausschließlich auf Standard-Thai statt, das auch einzige Unterrichtssprache an staatlichen Schulen und Hochschulen ist. Es gibt kaum Massenmedien, die auf Isan erscheinen bzw. senden. Infolgedessen verbinden viele Zentralthailänder, aber auch einige Isan-Sprecher selbst, Isan mit einem geringen Sozialprestige. Wer nur Isan und nicht auch Standard-Thai spricht, gilt oft als ungebildet und rückständig. Insbesondere jüngere, besser gebildete, in Großstädten oder außerhalb der eigenen Region lebende Nordostthailänder vermeiden es, in der Öffentlichkeit oder in Gegenwart von Thailändern aus anderen Regionen, ihre Heimatsprache zu sprechen.
Fast alle Isan-Sprecher praktizieren eine Diglossie: Standard-Thai in offiziellen Zusammenhängen (als „hohe“ Varietät), Heimatdialekt in privaten und informellen Situationen („niedere“ Varietät). Auch Code-Switching, das heißt das Hin- und Herwechseln zwischen beiden Sprachen, teilweise sogar innerhalb eines Satzes, ist weit verbreitet.
Andererseits verwenden Minderheitengruppen in Nordostthailand – etwa Phu Thai und nördliche Khmer – Isan als Zweitsprache und lingua franca zur Kommunikation mit Angehörigen der Mehrheitsbevölkerung oder anderen Minderheiten als der eigenen.

## Klassifikation
Viele Linguisten betrachten Isan als eigene Sprache, auch wenn allgemein anerkannt ist, dass (Zentral-)Thai, Isan und Lao ein Dialektkontinuum bilden, also ohne scharfe Grenzen ineinander übergehen. Andererseits wird auch vertreten, dass Isan nur ein Dialekt bzw. eine Dialektgruppe, entweder des Laotischen oder des Thailändischen sei. Dem auf Sprachen Südostasiens spezialisierten Linguisten Nick Enfield zufolge, erfolgt die Abgrenzung von „Lao“, „Thai“ und „Isan“ eher aus subjektiven, politischen, historischen und sozialen Gründen als anhand linguistischer Merkmale. Daher sei es unmöglich, allein mit sprachwissenschaftlichen Methoden die Thesen, dass Isan eine eigene Sprache sei, dass Isan und Lao unterschiedliche Sprachen oder dieselbe Sprache oder dass Thai, Lao und Isan Dialekte einer einzigen Sprache seien, zu be- oder zu widerlegen.

## Vergleich mit dem Thailändischen und Laotischen
Einer der größten Unterschiede zwischen Thai und Isan ist die Behandlung des Konsonanten ร R. Der Konsonant wird in Konsonantenclustern aus Plosiv plus R nicht gesprochen oder aber im Anlaut zu ฮ H oder zu ล L. Im Gegensatz zu Laotisch wird der Konsonant aber oft geschrieben, wenn Isan mit Thai-Schrift geschrieben wird. Das Wort Auto รถ rot wird wie 'lot' ausgesprochen aber รถ geschrieben. Im Laotischen aber mit L ລົດ. Aus tanzen รำ ram wird lam aber es wird auch so geschrieben ลำ. aus รัก rak, lieben wird hak, geschrieben als ฮัก, aus ร้อน,heiß roon wird hoon geschrieben ฮ้อน. Wörter die in Thai mit 'CH' gesprochen werden, werden im Isan mit 'S'
gesprochen. Beispiele sind ช้าง chaang, Elefant in Isan saang. Aus ชาติ chaat, Nation wird saat. Aus ฉบับ chabap Kopie wird sabap. Aus ชื่อ chüü wird süü was mit Vorname übersetzt werden kann. Geschrieben in Isan als ซื่อ. Man beachte den kleinen Unterschied zwischen dem Zeichen ช und ซ. In Laotisch wird Name im Übrigen ຊື່ geschrieben. Man beachte die Vereinfachung: der fehlende stimmlose Konsonant อ. Allgemein kann man sagen, dass Konsonanten-Kombinationen (Englisch: consonant clusters) seltener in der Isan Sprache auftauchen wie im Standard Thai. So wird aus dem thailändischen กลับบ้าน glap baan gap kun baan. Der zweite Konsonant L wird nicht gesprochen und im Laotischen auch nicht geschrieben ກັບຄືນບ້ານ. Also กับ statt กลับ Laotisch: ກັບ
| Deutsch        | Isan                 | Laotisch             | Thailändisch         |
| -------------- | -------------------- | -------------------- | -------------------- |
| Sprache        | ภาษา, pʰáː sǎː       | ພາສາ, pʰáː sǎː       | ภาษา, pʰaː sǎː       |
| Stadt          | เมือง, mɯ´ːaŋ         | ເມືອງ, mɯ´ːaŋ         | เมือง, mɯːaŋ          |
| Religion       | ศาสนา, sȁːt sáʔ nǎː  | ສາສນາ, sȁːt sáʔ nǎː  | ศาสนา sàːt sàʔ nǎː   |
| Regierung      | รัฐบาล, lāt tʰáʔ bàːn | ຣັຖບາລ, rāt tʰáʔ bàːn | รัฐบาล, rát tʰàʔ baːn |
| Himmel         | สวรรค์, sáʔ vǎn       | ສວັຣຄ໌, sáʔ vǎn        | สวรรค์, sàʔ wǎn       |
| gut gehen      | สบาย, sáʔ bàːj       | ສະບາຽ, sáʔ bàːj      | สบาย, sàʔ baːj       |
| Kind           | เด็ก, dék             | ເດັກ, dék             | เด็ก, dèk             |
| glücklich sein | ดีใจ dìː t͡ɕàːj        | ດີໃຈ, dìː t͡ɕàːj       | ดีใจ, di: tɕaːj       |
| Straße         | ถนน, tʰáʔ nǒn        | ຖນົນ, tʰáʔ nǒn        | ถนน, tʰàʔ nǒn        |
| Sonne          | อาทิตย์, ʔaː tʰīt      | ອາທິຕຍ໌, ʔaː tʰīt      | อาทิตย์, ʔa: tʰít      |

| Deutsch        | Isan                   | Laotisch               | Thailändisch              |
| -------------- | ---------------------- | ---------------------- | ------------------------- |
| nein           | บ่ (บ่อ), bɔː            | ບໍ່, bɔː                 | ไม่, mâj                   |
| ja             | แมน, män               | ແມ່ນ, män               | ใช่, chai                  |
| Fragewort (?)  | บ๊อ bɔː´                | ບໍ bɔː´                 | ไทย ma´j                  |
| sprechen       | เว้า, vâw               | ເວົ້າ, vâw               | พูด, pʰûːt                 |
| wie viel       | ท่อใด, tʰɔ̄ː dàj         | ທໍ່ໃດ, tʰɔ̄ː dàj          | เท่าไหร่, tʰâw ràj          |
| zu tun         | เฮ็ด, hēt*              | ເຮັດ, hēt               | ทำ, tʰam                  |
| lernen         | เฮียน, hían             | ຮຽນ, hían              | เรียน, rian                |
| Glass          | จอก, t͡ʃɔ̏ːk             | ຈອກ, t͡ʃɔ̏ːk             | แก้ว, kɛ̂ːw                 |
| dort drüben    | พู้น, pʰûn               | ພຸ້ນ, pʰûn               | โน่น, nôːn                 |
| Obst           | หมากไม้, mȁːk mâj       | ໝາກໄມ້, mȁːk mâj        | ผลไม้, pʰǒn láʔ máːj       |
| zu viel        | โพด, pʰôːt             | ໂພດ, pʰôːt             | เกินไป, kɤn paj            |
| rufen          | เอิ้น, ʔɤˆːn             | ເອີ້ນ, ʔɤˆːn             | เรียก, rîːak               |
| ein bisschen   | หน่อยนึง, nɔ̄ːy nɯ¯ŋ      | ໜ່ອຽນຶ່ງ, nɔ̄ːj nɯ¯ŋ       | นิดหน่อย, nít nɔ`ːj         |
| Haus, Zuhause  | เฮือน, hɯ´ːan           | ເຮືອນ, hɯ´ːan           | บ้าน, bâːn                 |
| absenken       | หลุด, lút               | ຫຼຸດ (ຫລຸດ), lút          | ลด, lót                   |
| Wurst          | ไส้อั่ว, sȁj ʔua          | ໄສ້ອ່ົວ, sȁj ʔūa          | ไส้กรอก, sâj krɔ̀ːk         |
| laufen         | ย่าง, ɲāːŋ              | ຍ່າງ, ɲāːŋ              | เดิน, dɤːn                 |
| älteres Kind   | ลูกกก, lûːk kók         | ລູກກົກ, lûːk kók         | ลูกคนโต, lûːk kʰon toː     |
| Frangipani     | ดอกจำปา, dɔ̏ːk t͡ʃam paː | ດອກຈຳປາ, dɔ̏ːk t͡ʃam paː | ดอกลั่นทม, dɔ`ːk lân tʰom   |
| Tomate         | หมากเล่น, mȁːk lēːn     | ໝາກເລັ່ນ, mȁːk lēːn      | มะเขือเทศ, mâʔ kʰɯ̌ːa tʰêːt |
| viel           | หลาย, lǎːj             | ຫຼາຍ, lǎːj              | มาก, mâːk                 |
| Schwiegervater | พ่อเฒ่า, pʰɔ̄ː tʰȁw       | ພໍ່ເຖົ້າ, pʰɔ̄ː tʰȁw        | พ่อตา, pʰɔ̑ː taː            |
| aufhören,stopp | เซา, sáw               | ເຊົາ, sáw               | พอ                        |
| mögen          | มัก, māk                | ມັກ, māk                | ชอบ, tɕʰɔ̂ːp               |
| viel Glück     | โซกดี, sôːk diː         | ໂຊຄດີ, sôːk diː         | โชคดี, tɕʰôːk diː          |
| lecker         | แซบ, sɛ̂ːp              | ແຊບ, sɛ̂ːp              | อร่อย, ʔàʔ rɔ`j            |
| Spaß           | ม่วน, mūan              | ມ່ວນ, mūan              | สนุก, sàʔ nùk              |
| wirklich       | อิหลี, ʔīː lǐː           | ອີ່ຫຼີ, ʔīː lǐː            | จริง, tɕiŋ                 |
| elegant        | โก้, kôː                | ໂກ້, kôː                | หรูหรา, rǔː rǎː            |
| Kuh, Ochse     | งัว, ŋúaː               | ງົວ, ŋúaː               | วัว, wua                   |

## Pronomen
Wie im Thailändischen unterscheidet man zwischen formellen, allgemeinen und vulgären Pronomen. Vulgäre Pronomen sollten nur im engsten Kreis verwendet werden. Das formelle Ich ist
ข้าน้อย [kʰâːnɔ̑ːj]. Es setzt sich aus Wörtern Diener und Klein zusammen. Das allgemeine Ich lautet ข้อย [kʰɔ̂j]. Zuhause im engsten Kreis กู [ku:] (guu). Im Plural verwendet man oft das Wort หมู่ [mù:]. Das formelle Wir heißt auf Isan หมู่ข้าน้อย, im Alltag หมู่เฮา [mùːhȃw] oder schlicht เฮา. Einige Sprecher verwenden พวก [phuak] anstelle von หมู่ , also พวกข้าน้อย oder พวกเฮา. Das formelle Ihr ist dasselbe wie in Thai ท่าน [tʰâːn], plural also หมู่ท่าน. Im Allgemeinen verwendet man เจ้า [tɕȃw], was man mit Prinz übersetzen kann. Mit หมู่เจ้า oder พวกเจ้า werden also mehrere Personen adressiert. Mit มึง [mɯ́ŋ] (müng) sollten nur enge Freunde adressiert werden. Für Er Sie und Es wird im Isan das Wort เพิ่น [pʰɤ̄n] (pön) verwendet, wenn man achtungsvoll von einer Person redet. Für mehrere Personen wird ขะเจ้า [kʰáʔtɕȃo]  (kadjau) verwendet. Normalerweise aber verwendet man wie im Thai das Wort เขา [kʰăo] (kau). Alternativ kann man aber auch ลาว [láːo] verwenden. Als nicht höflich gilt มัน [mán]. Normalerweise werden damit Sachen bezeichnet, aber man kann schon hören, dass damit z. B. Ausländer verächtlich bezeichnet werden. หมู่เขา und หมู่ลาว wird für mehrere Personen verwendet, aber auch พวกเขา und พวกลาว. Während im Thai Pronomen oft weggelassen werden können, ist das in Isan nicht üblich.

## Beispiele
| Deutsch                    | Isan                                | Laotisch                                | Thailändisch                              |
| -------------------------- | ----------------------------------- | --------------------------------------- | ----------------------------------------- |
| Ich liebe dich             | ข่อยฮักเจ้า koi hak djau               | ຂ້ອຍຮັກເຈົ້າ koi hak djau                   | ฉันรักคุณ chan rak kun                       |
| Hast du bereits gegessen?  | เจ้ากินข้าวล่ะบ่อ djau gin khao la bo    | ເຈົ້າກິນເຂົ້າແລ້ວບໍ djau gin khao läo bo       | คุณกินแล้วหรือยัง khun gin khao rü yang        |
| Das schmeckt sehr gut      | แซ่บหลาย säp lai                     | ແຊບຫຼາຍ säp lai                          | อร่อยมาก aroi mak                          |
| Ich vermisse dich          | ข่อยคิดฮอดเจ้า koi kit hod djau        | ຂ້ອຍຄິດຮອດເຈົ້າ koi kit hod djau            | ฉันคิดถึงคุณ chan kit tüng khun               |
| Woher kommst du?           | เจ้ามาแต่ไส djau ma dtä sai           | ເຈົ້າມາແຕ່ໃສ djau ma dtä sai               | คุณมาจากไหน khun ma djak nai               |
| Wohin gehst du?            | เจ้าสิไปไส djau si bai sai            | ເຈົ້າກໍາລັງຈະໄປໃສ djau gamlang dja baai sai | คุณกำลังจะไปไหน khun gamlang dja bai nai    |
| Macht nichts!              | บ่อเป็นหยัง bo bpen jang               | ບໍ່ເປັນຫຍັງ bo bpen jang                    | ไม่เป็นไร mai bpen rai                      |
| Wie alt bist du?           | เจ้าอายุเท่าใด djau aju tau dai        | ເຈົ້າອາຍຸຈັກປີ djau aju djak bpi             | คุณอายุเท่าไร khun aju tau rai               |
| Ich verstehe nicht         | ข่อยบ่ฮู่เรื่องดอก koi bo hu lüang dok    | ຂ້ອຍບໍ່ຮູ້ເລື່ອງ koi bo hu lüang               | ฉันไม่รู้เรื่อง chan mai ru rüang               |
| Wie heißt du?              | เจ้าซื่อหยัง djau sü jang               | ເຈົ້າຊື່ຫຍັງ djau sü jang                    | คุณชื่ออะไร khun djü arai                    |
| Hast du Spaß?              | มวนบ๊อ muan bo                       | ມັນມ່ວນບໍ man muan bo                      | สนุกไหม sanuk mai                          |
| Ich gehe nach Hause zurück | ข่อยกำลังจะกับบ้าน koi gamlang gap baan | ຂ້ອຍກຳລັງກັບບ້ານ koi gamlang gap baan       | ฉันกำลังจะกลับบ้าน djan gamlang dja glap baan |